# Tadeusz Jan Dmochowski
Tadeusz Jan Dmochowski (ur. 1856 w Ostrzycy, zm. 8 grudnia 1930 w Wilnie) — polski malarz i grafik.

## Życiorys
Urodził się w 1856 Ostrzycy w powiecie pińskim na Polesiu w rodzinie Władysława i jego żony Józefy z domu Schroders. Ojciec jego w 1862 został zesłany na Sybir, po śmierci matki wychowywał się w domu babki w Dyneburgu. Był krewnym Bolesława Limanowskiego, który otaczał go swoją opieką. W 1868 zamieszkał w Warszawie u krewnego Władysława Dmochowskiego i rozpoczął naukę w Klasie rysunku u Wojciecha Gersona. W 1878 rozpoczął studia na Akademii Sztuk Pięknych w Petersburgu, którą ukończył z dyplomem. Następnie studiował w Wiedniu. W latach 1893–4 dla kościoła Mariackiego w Krakowie wykonał projekty dwóch witraży. W latach 1893–1918 był nauczycielem rysunku w Szkole Rysunku Cesarskiego Towarzystwa Zachęty Sztuk Pięknych.
W 1918 opuścił Petersburg i w Dyneburgu uczył historii rysunku w polskim gimnazjum im. L i E. Platerów. W 1920 zamieszkał w Wilnie i został asystentem na Wydziale Sztuk Pięknych Uniwersytetu Stefana Batorego. Zmarł w Wilnie 8 grudnia 1930 i pochowany został na cmentarzu na Rossie.

## Twórczość
Malował portrety, kompozycje historyczne, pejzaże; raczej nie wystawiał swoich prac na wystawach. W 1895 w Petersburgu wziął udział w jedynej wystawie. Swoje prace zamieszczał w tygodniku "Kraj". Z zachowanych reprodukcji znamy kilka jego prac: "Amor vicit", "Dworek wiejski w Inflantach", "Noc lipcowa", "Zaułek Literacki w Wilnie", "Z obrzędu wręczania paliusza arcybiskupowi Gintowtowi". Był znany jako rysownik i ilustrator; z planowanych sześciu serii królów polskich ukazała się tylko jedna. Ilustrował cykl artykułów "Herbarz litewski" herbami rodów szlacheckich, miast i prowincji.